# سوپر جام فوتبال اسلوونی
 سوپر جام فوتبال اسلوونی  (به اسلونیایی: Slovenian Supercup) مسابقه‌ای که سالانه مابین قهرمان لیگ دسته اول فوتبال اسلوونی و قهرمان جام حذفی فوتبال اسلوونی برگزار می‌شود.
باشگاه فوتبال دومژاله با ۲ قهرمانی پرافتخارترین تیم این سری مسابقات به حساب می‌آید.